# Liu Hai-kuan
Liu Hai-kuan (en chino, 刘海宽; pinyin, Liú Hǎi Kuān) (Changchun, Jilin, 3 de agosto de 1994) es un actor y modelo chino.

## Biografía
Liu nació el 3 de agosto de 1994 en la ciudad de Changchun, Jilin. Estudió y se graduó en la Academia de Cine de Pekín.

## Carrera
En octubre de 2017, se unió al elenco recurrente de la serie Rule the World donde dio vida a Aisin Gioro Jirgalang, el sobrino de Aisin Gioro Nurhaci (Jing Gangshan), quien lo adopta desde joven y lo prepara para convertirlo en un poderoso jefe, hasta el final de la serie en diciembre del mismo año. 
El 9 de agosto de 2018, se unió al elenco principal de la tercera temporada de la serie Medical Examiner Dr. Qin: The Survivor (también conocida como "Dr. Qin Medical Examiner") donde interpretó al detective de la policía Lin Tao, hasta el final de la serie el 13 de septiembre del mismo año.
En 2019 se unió al elenco recurrente de la serie web The Untamed donde dio vida al cálido, confiado y gentil Lan Huan alias Lan Xichen, el líder y primer joven maestro de la secta Lan, y uno de los Dos Jades de Lan, hasta el final de la serie el 20 de agosto del mismo año.
En el 2021 se unirá al elenco recurrente de la serie Farewell to Arms (烽烟尽处).

## Filmografía

### Televisión
| Año             | Título                                 | Personaje             | Notas        |
| --------------- | -------------------------------------- | --------------------- | ------------ |
| 2021 - presente | The Long Ballad                        | Situ Lang Lang        | -            |
| 2021 - presente | Farewell to Arms                       | -                     | -            |
| 2020            | Don't Lie To Your Lover (Mr Honesty)   | Li Zhe                | -            |
| 2019            | The Untamed                            | Lan Xichen, Zewu-Jun  | -            |
| 2019            | Shall We Fall in Love                  | Zhou Huaming          | -            |
| 2018            | Medical Examiner Dr. Qin: The Survivor | Det. Lin Tao          | 30 episodios |
| 2017            | Rule the World                         | Aisin Gioro Jirgalang | -            |
| 2017            | My Celestial College                   | Chi Yin / Meng Qi     | 19 episodios |

### Películas
| Año  | Título | Personaje | Notas |
| ---- | ------ | --------- | ----- |
| 2016 | 阴阳界 | 李勇      | -     |

### Programas de variedades
| Año  | Programa                    | Notas       |
| ---- | --------------------------- | ----------- |
| 2018 | 为爱下厨                    | Invitado    |
| 2018 | I Am The Actor (我就是演员) | Invitado    |
| 2018 | 超新星全运会                | 3 episodios |

### Revistas / sesiones fotográficas
| Año  | Título            | Notas                                        |
| ---- | ----------------- | -------------------------------------------- |
| 2020 | OK! China         |                                              |
| 2019 | MYTYPE            | (publicación de octubre) - junto a Guo Cheng |
| 2019 | Chic Banana China | junto a Wang Zhoucheng y Zhu Zanjin          |

## Eventos / conciertos
| Año  | Título                         | Notas                              |
| ---- | ------------------------------ | ---------------------------------- |
| 2019 | 2019 Tencent Video Star Awards |                                    |
| 2019 | The Untamed Nanjing Concert    | (junto al elenco de "The Untamed") |

## Discografía

### Sencillos
| Año  | Canción                         | Álbum                       | Notas |
| ---- | ------------------------------- | --------------------------- | ----- |
| 2019 | Involuntary (不由 / Bu You)     | OST de "The Untamed"        |       |
| 2016 | At The Time, Us (时之彼方)      | OST de "Gamer's Generation" |       |
| -    | Ru Guo Wo Yong Gan (如果我勇敢) | -                           |       |